# کلیسای گئورگ مقدس (سلماس)
کلیسای گئورگ مقدس (به ارمنی: Սուրբ Գեւորգ Եկեղեցի) مربوط به اواخر دوره صفوی (سده ۱۳ میلادی) است و در شهرستان سلماس، روستای هفتوان واقع شده و این اثر در تاریخ ۱۹ اسفند ۱۳۸۰ با شمارهٔ ثبت ۴۸۴۲ به‌عنوان یکی از آثار ملی ایران به ثبت رسیده‌است. این کلیسا در سال ۱۶۵۲ و همچنین پس از زمین‌لرزه ۱۳۰۹ سلماس (۱۹۳۰) بازسازی شده‌است
ارتفاع گنبد تا کف تالار کلیسا ۱۳٫۵ متر است.

## نگارخانه

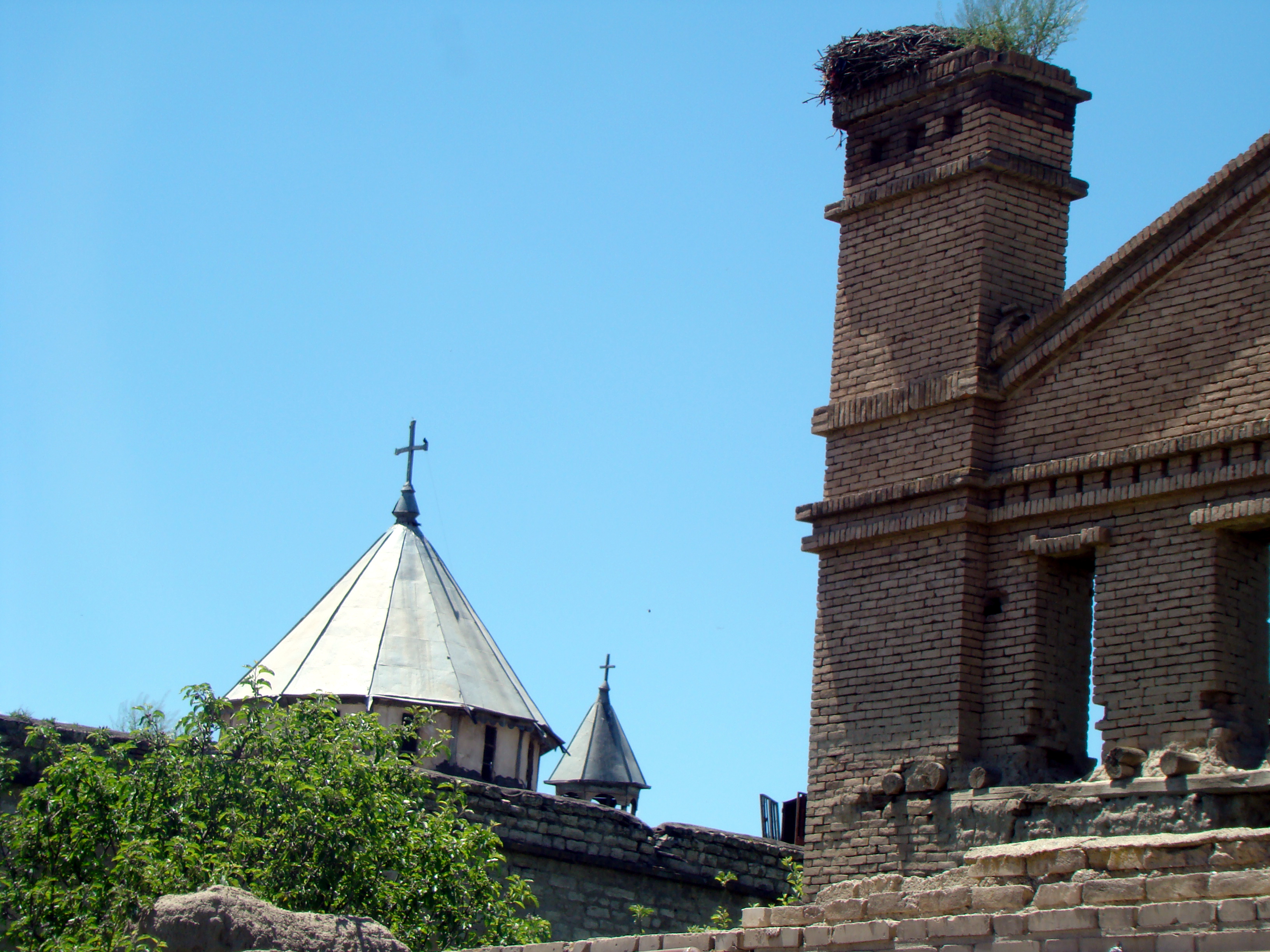
قسمتی از سر در و برج ناقوس کلیسای هفتوان
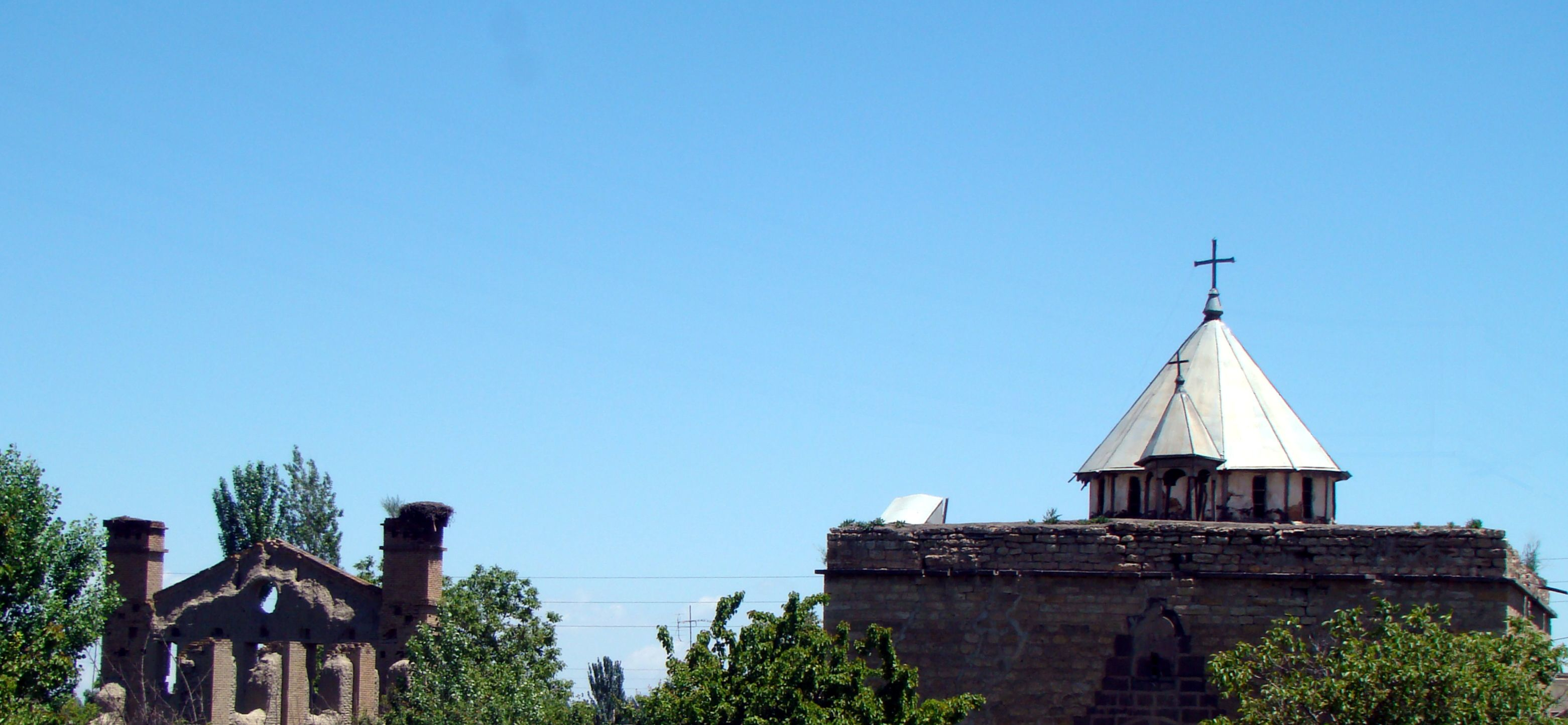